# ویکفیلد (کنتاکی)
ویکفیلد (به انگلیسی: Wakefield) یک منطقهٔ مسکونی در ایالات متحده آمریکا است که در کنتاکی قرار دارد. ویکفیلد ۲۲۰٫۰۷ متر بالاتر از سطح دریا واقع شده‌است.